# Lijst van voetballers - B
Dit is een lijst van voetballers met een artikel op Wikipedia van wie de achternaam begint met de letter B.

## Ba
- Demba Ba

### Baa
- Espen Baardsen
- Rein Baart
- Semjbataar Baatarsuren

### Bab
- Volkan Babacan
- Eli Babalj
- Ibrahim Babangida
- Haruna Babangida
- Tijjani Babangida
- Michel Babatunde
- Phil Babb
- Markus Babbel
- Ryan Babel
- Gábor Babos
- Réda Babouche
- Stefan Babović
- Boban Babunski

### Bac
- Maxime Baca
- Carlos Bacca
- Stipe Bačelić-Grgić
- Daniel Bachmann
- Niklas Backman
- Leandro Bacuna

### Bad
- Milan Badelj
- Pascal Bader
- Gabriel Badilla
- Luca Badr
- Holger Badstuber

### Bae
- Álex Baena

### Bag
- Dino Baggio
- Roberto Baggio
- Salvatore Bagni
- Óscar Bagüí

### Bah
- Lionel Bah
- Jean-Christophe Bahebeck
- André Bahia
- Farès Bahlouli
- Magnus Bahne
- Stéphane Bahoken

### Bai
- Francesco Baiano
- Gary Bailey
- Julien Bailleul
- Logan Bailly
- Denys Bain
- Leighton Baines
- Chris Baird

### Baj
- Lukáš Bajer
- Marek Bajor
- Esmir Bajraktarević
- Emir Bajrami

### Bak
- Aad Bak
- Jacek Bąk
- Keld Bak
- Kristian Bak Nielsen
- Edvan Bakaj
- Elis Bakaj
- Oeloegbek Bakajev
- Cédric Bakambu
- Djamel Bakar
- Dagui Bakari
- Oumar Bakari
- Anastasios Bakasetas
- Ibrahima Bakayoko
- Tiémoué Bakayoko
- Lewis Baker
- José Bakero
- Kennedy Bakırcıoğlu
- Sinan Bakış
- Otman Bakkal
- Said Bakkati
- Eirik Bakke
- Morten Bakke
- Mees Bakker
- Marek Bakoš
- Božo Bakota
- Salah Bakour
- Ridle Baku
- Dilane Bakwa
- Istvan Bakx

### Bal
- Alper Balaban
- Boško Balaban
- Krasimir Balakov
- Abel Balbo
- Marcelo Balboa
- Serkan Balcı
- Tommaso Baldanzi
- Fernando Baldeón
- Jhonny Baldeón
- Julio César Baldivieso
- Mauricio Baldivieso
- Giuseppe Baldo
- Sam Baldock
- Andri Baldursson
- Gareth Bale
- Carlos Baleba
- Leonardo Balerdi
- Andrija Balić
- Pini Balili
- Igor Bališ
- Hanno Balitsch
- Elvir Baljić
- Michael Ballack
- Florent Balmont
- Tibor Balog
- Mario Balotelli
- Gert Bals
- Lachezar Baltanov
- Roeslan Baltiev
- Henryk Bałuszyński
- Darryl Bäly

### Bam
- Jonathan Bamba
- Souleymane Bamba
- Franck Bambock
- Yacine Bammou

### Ban
- Zoran Ban
- Yaya Banana
- Ivan Bandalovski
- Sigourney Bandjar
- Éver Banega
- Máximo Banguera
- Momar Bangoura
- Tal Banin
- Gordon Banks
- Alexander Bannink
- Naoufal Bannis

### Bap
- Júlio Baptista
- Shandon Baptiste

### Bar
- Rubén Baraja
- Adnan Barakat
- Emran Barakzai
- Krzysztof Baran
- Dominique Baratelli
- Sergej Barbarez
- Miroslav Barčík
- Roony Bardghji
- Enis Bardhi
- Phil Bardsley
- Yves Baré
- Alo Bärengrub
- Franco Baresi
- Philipp Bargfrede
- Mario Barić
- Dmitri Barinov
- Borna Barišić
- Josip Barišić
- Vasilios Barkas
- José Javier Barkero
- Nick Barmby
- Heinz Barmettler
- Ashley Barnes
- John Barnes
- Tranquillo Barnetta
- Alain Baroja
- Milan Baroš
- Orr Barouch
- Abdelaziz Barrada
- Rensy Barradas
- Hermidio Barrantes
- Michael Barrantes
- Pablo Barrera
- Marco Antonio Barrero
- Leandro Barrera
- Pablo Barrera
- Rodrigo Barrera
- Édgar Barreto
- Jean Barrientos
- Pablo Barrientos
- Jorge Barrios
- Lucas Barrios
- Pablo Barrios
- Musa Barrow
- Gareth Barry
- Chad Barson
- Kaj Leo í Bartalsstovu
- Fabien Barthez
- Joey Barton
- Warren Barton
- Marc Bartra
- Jan Bartram
- Can Bartu
- Mladen Bartulović
- Andrea Barzagli

### Bas
- Marko Baša
- Bilal Başacıkoğlu
- José María Basanta
- Ivo Basay
- Migjen Basha
- Vullnet Basha
- Josip Bašić
- Toma Bašić
- Angelos Basinas
- Mario Basler
- Christer Basma
- Cole Bassett
- Calvin Bassey
- Salaheddine Bassir
- Sébastien Bassong
- Marco van Basten
- Felix Bastians
- Samuel Bastien
- Michel Bastos
- Yannick Bastos
- Yıldıray Baştürk
- Lars Bastrup
- Marcin Baszczyński

### Bat
- Radoslav Batak
- Raymond Baten
- Matthew Bates
- Dominique Bathenay
- Stony Batioja
- Gabriel Batistuta
- Laurent Batlles
- Joël Bats
- Rodrigo Battaglia
- Patrick Battiston
- David Batty
- Martin Baturina
- Daniel Batz

### Bau
- Moritz Bauer
- Jordi Baur
- Michael Baur
- Frank Baumann
- Alexander Baumjohann
- Adolfo Bautista
- Jon Bautista
- Juan Bautista Villalba

### Bax
- Stuart Baxter

### Bay
- Ömer Bayram

### Baz
- Mehmed Baždarević
- Mario Bazina
- Riechedly Bazoer
- Gavin Bazunu

## Be

### Bea
- Peter Beardsley
- DaMarcus Beasley
- James Beattie
- Björn Beauprez
- Jean Beausejour

### Bec
- Elson Becerra
- Andreas Beck
- Brayan Beckeles
- Franz Beckenbauer
- Edmund Becker
- Kyle Beckerman
- David Beckham
- Drew Beckie
- Mikkel Beckmann

### Bed
- Adam Bedell
- Félix Bédouret
- Alejandro Bedoya
- Gerardo Bedoya

### Bee
- Donny van de Beek
- Sven van Beek
- Milan Berck Beelenkamp
- Mario Been
- Raymond Beerens
- Roy Beerens
- Sjoerd van Beers

### Beg
- Elvin Beqiri
- Txiki Begiristain
- Zvonko Bego
- Kevin Begois
- Asmir Begović

### Beh
- Valon Behrami

### Bei
- George Beijers
- Felix Beijmo
- Tom Beissel

### Bej
- José María Martín Bejarano-Serrano

### Bel
- Reda Belahyane
- Amine Belaïd
- Emanuele Belardi
- Ishak Belfodil
- Nadir Belhadj
- Younès Belhanda
- Karim Belhocine
- Kristijan Belić
- Maksim Beljajev
- Essaïd Belkalem
- Colin Bell
- Habib Bellaïd
- Armel Bella-Kotchap
- Craig Bellamy
- Karim Bellarabi
- Gianpaolo Bellini
- David Bellion
- George Bello
- Bruno Bellone
- Lakhdar Belloumi
- Tomás Belmonte
- Miodrag Belodedici
- Jeanuël Belocian
- Samir Beloufa
- Serghei Belous
- Fran Beltrán
- Tony Beltran

### Ben
- Hatem Ben Arfa
- Ahmed Ben Bella
- Nassim Ben Khalifa
- Arik Benado
- Diego Benaglio
- Farès Benabderahmane
- Antonio Benarrivo
- Yossi Benayoun
- Aghilès Benchaâbane
- Bareck Bendaha
- Lars Bender
- Sven Bender
- Nicklas Bendtner
- Ferenc Bene
- Igor Benedejčič
- Youness Bengelloun
- Pablo Bengoechea
- Jerry Bengtson
- Oskar Bengtsson
- Rasmus Bengtsson
- Tal Ben-Haim
- Änis Ben-Hatira
- Cristian Benítez
- Édgar Benítez
- Gustavo Benítez
- Hermen Benítez
- Jair Benítez
- Martín Benítez
- Pedro Benítez
- Leon Benko
- Mokhtar Benmoussa
- Ali Benomar
- Saïd Benrahma
- Zinedine Bensalem
- Rami Bensebaini
- Charlison Benschop
- Stefano Bensi
- John Benson
- Michel Bensoussan
- Darren Bent
- Nabil Bentaleb
- Simone Bentivoglio
- David Bentley
- Paulo Bento
- Karim Benzema

### Ber
- Lucas Beraldo
- Domenico Berardi
- Gaetano Berardi
- Dimitar Berbatov
- Džemal Berberović
- Just Berends
- Pascal Berenguer
- John Beresford
- Bartosz Bereszyński
- Georges Bereta
- Vasili Berezoetski
- Roman Berezovsky
- Henning Berg
- Marcus Berg
- Ørjan Berg
- Runar Berg
- Álex Bergantiños
- André Bergdølmo
- Jean-Luc Bergen
- Thom van Bergen
- Tom van Bergen
- Steve von Bergen
- Patrik Berger
- Jo Inge Berget
- Klaus Berggreen
- Dave van den Bergh
- Ricky van den Bergh
- Steven Berghuis
- Mikkjal Á Bergi
- Dennis Bergkamp
- Roland Bergkamp
- Fredrik Berglund
- Giuseppe Bergomi
- Jerolldino Bergraaf
- Menno Bergsen
- Arjen Bergsma
- Emil Bergström
- Gregg Berhalter
- Franck Béria
- Kévin Bérigaud
- Besart Berisha
- Etrit Berisha
- Jorge Bermúdez
- Kurt Bernard
- Federico Bernardeschi
- Marc Bernaus
- Martin Bernburg
- Bengt Berndtsson
- Bruno Berner
- John Berner
- Matúš Bero
- Tayeb Berramla
- Morten Berre
- Austin Berry
- Jens Jørn Bertelsen
- Trond Erik Bertelsen
- Paul Berth
- Jérémy Berthod
- Jean-Paul Bertrand-Demanes

### Bes
- Barnabás Bese
- Alija Bešić
- Muhamed Bešić
- Bakir Beširević
- Matt Besler
- Mirsad Bešlija
- Daniel Bessa
- Abdelkader Besseghir
- Rowan Besselink
- Clyde Best
- George Best

### Bet
- Beto
- Prudent Bettens

### Beu
- Daniël Beukers
- Quentin Beunardeau

### Bev
- Jan van Beveren
- Wil van Beveren

### Bey
- Habib Beye
- Louis Beyer

### Bez
- Roman Bezoes

## Bi

### Bia
- Jonathan Biabiany
- Luigi Di Biagio
- Bartosz Białkowski
- Carlos Bianchi
- Giuseppe Biava

### Bib
- Michel Bibard

### Bic
- Ermin Bičakčić
- Alfred Bickel
- Thomas Bickel
- Bertalan Bicskei

### Bid
- Ludovico Bidoglio

### Bie
- Anthony Biekman
- Marcelo Bielsa
- Krystian Bielik
- Bart Biemans
- Mika Biereth
- Oliver Bierhoff

### Bif
- Thievy Bifouma

### Big
- Gaël Bigirimana
- Lucas Biglia
- Alberto Bigon
- Vladimir Bigorra

### Bij
- Jaka Bijol
- Arie Bijvoet

### Bil
- Harry Bild
- Michal Bílek
- Recep Biler
- Ali Bilgin
- Mate Bilić
- Slaven Bilić
- Dinijar Biljaletdinov
- Philip Billing
- Jean-Claude Billong

### Bin
- Matthew Bingley
- Peter Binkovski

### Bio
- Renzo Bionda

### Bir
- Marc Bircham
- Valter Birsa
- Marc Birsens
- Zafer Biryol

### Bis
- Igor Bišćan
- Tom Bischof
- Clement Bischoff
- Roberto Bisconti
- Diego Biseswar
- Milan Biševac
- Morten Bisgaard
- Bismarck
- Sam Bisselink

### Bit
- Nir Bitton

### Biy
- Mounir Biyadat

### Biz
- Joe Bizera
- Kassim Bizimana

## Bj
- Dmitri Bjakov
- Henrik Bjørdal
- Fredrik André Bjørkan
- Stig Inge Bjørnebye
- Ole Bjur

## Bl

### Bla
- Emmanuel van de Blaak
- Jean Black
- Ramiro Blacutt
- Guy Blaise
- Andre Blake
- Nathan Blake
- Laurent Blanc
- Jocelyn Blanchard
- Cuauhtémoc Blanco
- Juan Carlos Blanco
- Kepa Blanco González
- Jimmy Blandón
- Manuele Blasi
- Janis Blaswich
- Jakub Błaszczykowski
- Jaromír Blažek
- Ante Blažević
- Srđan Blažić

### Ble
- Latif Blessing

### Bli
- Wout van Blijderveen
- Daley Blind
- Danny Blind
- Luther Blissett

### Blo
- Wolfgang Blochwitz
- Tom Blohm
- Thijmen Blokzijl
- Jonathan Blondel

### Blu
- Josh Blue
- Michael Blum

## Bo

### Boa
- Luís Boa Morte
- Emmanuel Boakye
- Richmond Boakye
- Derek Boateng
- Emmanuel Boateng
- George Boateng
- Jérôme Boateng
- Kevin-Prince Boateng

### Bob
- Zvonimir Boban
- Kevin Bobson

### Boc
- Carlos Bocanegra
- Ilan Boccara
- Salvatore Bocchetti
- Ricardo Bochini
- Charles de Bock
- Roger Bocquet

### Bod
- Maarten Boddaert
- Ferrie Bodde
- Olaf Bodden
- Dániel Böde
- Paul Bodin
- Mathieu Bodmer
- László Bodnár
- Darko Bodul
- Nikolaj Bodurov

### Boe
- Aleksandr Boecharov
- Frank Boeckx
- Pieter Boelmans ter Spill
- Sebastian Boenisch
- Dick de Boer
- Diederik Boer
- Frank de Boer
- Ronald de Boer
- Piet den Boer
- Vladimir Boerdoeli
- Derk Boerrigter
- Heorhij Boesjtsjan
- Bohdan Boetko
- Jean-Paul Boëtius

### Bof
- Ruud Boffin

### Bog
- Melayro Bogarde
- Winston Bogarde
- Erjon Bogdani
- Andrij Bohdanov
- Rade Bogdanović
- Louis van den Bogert
- Alain Boghossian
- Kasper Bøgelund

### Boh
- Damjan Bohar
- Lars Bohinen

### Boi
- Frederik Boi
- Nicolai Boilesen

### Boj
- Valeri Bojinov

### Bok
- Arthur Boka
- Alen Bokšić

### Bol
- Jorge Bolaño
- Álex Bolaños
- Alex Bolaños
- Christian Bolaños
- Miler Bolaños
- Enzio Boldewijn
- Henryk Bolesta
- Franck Boli
- Elvir Bolić

### Bom
- Mariano Bombarda
- Mark van Bommel

### Bon
- Artem Bondarenko
- Adrián Bone
- Corben Bone
- Daniele Bonera
- Dario Bonetti
- Roly Bonevacia
- Gaëtan Bong
- Adrien Bongiovanni
- Zbigniew Boniek
- Brandon Bonifacio
- Cristian Bonilla
- Víctor Bonilla
- Massimo Bonini
- Laurent Bonnart
- Patrick Bonner
- Leonardo Bonucci
- Eduardo Bonvallet
- Wilfried Bony

### Boo
- Mark van den Boogaart
- Fernand Boone
- Matthew Booth
- Scott Booth
- Taylor Booth

### Bor
- Uğur Boral
- Ivano Bordon
- Bård Borgersen
- Celso Borges
- Jared Borgetti
- Claudio Borghi
- Stefano Borgonovo
- Daniel Borimirov
- Borja
- Carlos Fernando Borja
- Carlos Roberto Borja
- Cristian Borja
- Tobias Børkeeiet
- Jonathan Bornstein
- Kjetil Borry
- Tim Borowski
- Marco Borriello
- Brian Borrows
- Artur Boruc

### Bos
- Bartosz Bosacki
- Sander Boschker
- José Bosingwa
- Hans Boskamp
- Johan Boskamp
- Boško Boškovič
- Branko Bošković
- Zoran Boškovski
- Eddy Bosnar
- Mark Bosnich
- Ivan Bošnjak
- Pascal Bosschaart
- Marcel Bossi
- Carlos Bossio
- Maxime Bossis
- Paul Bosvelt
- Bobby Boswell
- Peter Bosz
- Sonny Bosz
- Olivier Boscagli

### Bot
- Héctor Botero
- Joaquín Botero
- Jay Bothroyd
- Alberto Botía
- Eric Botteghin
- René Botteron

### Bou
- Denis Bouanga
- Hameur Bouazza
- Christian Bouckenooghe
- Elbekay Bouchiba
- Mehdi Boudar
- Ryad Boudebouz
- Damien Boudjemaa
- Sofiane Boufal
- Ilyas Bougafer
- Madjid Bougherra
- Aziz Bouhaddouz
- Samuel Bouhours
- Khalil Boukedjane
- Nourdin Boukhari
- Amine Boukhlouf
- Lyes Boukria
- Khalid Boulahrouz
- Bassou Boulghalgh
- Wilfred Bouma
- Ramzi Bourakba
- Alexandru Bourceanu
- Pierre Bourdin
- Grégory Bourillon
- Daoud Bousbiba
- Mbark Boussoufa
- Mansour Boutabout
- Khalid Boutaïb
- Bilal Boutobba
- Jean-Claude Bouvy
- Pim Bouwman
- Gerrit Bouwmeester
- Wassim Bouziane
- Ismaël Bouzid

### Bov
- Edoardo Bove
- Cesare Bovo
- Daan Bovenberg

### Bow
- Jarrod Bowen
- Tristan Bowen
- Lee Bowyer

### Boy
- Dedryck Boyata
- Emmerson Boyce
- Liam Boyce
- Terrence Boyd
- Ruud Boymans
- David Boysen

### Boz
- Oliver Bozanic
- Róbert Boženík
- Umut Bozok
- József Bozsik

## Br

### Bra
- Edson Braafheid
- Dylan de Braal
- Daniel Braaten
- Jakub Brabec
- Robert Braber
- Domagoj Bradarić
- Filip Bradarić
- Bob Bradley
- Michael Bradley
- Bjørn Otto Bragstad
- Fadel Brahami
- Yacine Brahimi
- Goran Brajković
- Bart van Brakel
- Wout Brama
- Tom Bramel
- Julian Brandt
- Branco
- Bernd Bransch
- Rune Bratseth
- Harald Brattbakk
- Per Kristian Bråtveit
- Nico Braun
- Claudio Bravo
- Freddy Bravo
- Omar Bravo
- Volodymyr Brazjko

### Bre
- Jérémie Bréchet
- Mišo Brečko
- Daniël Breedijk
- Virgil Breetveld
- Georges Bregy
- Andreas Brehme
- Gregor Breinburg
- Reinhard Breinburg
- Gleison Bremer
- Randall Brenes
- Simen Brenne
- Ernest Brenner
- Breno
- Mark Bresciano
- Michel Breuer
- Hans van Breukelen
- Tim Breukers
- Jakob Breum
- Michal Breznaník

### Bri
- Jimmy Briand
- Liam Bridcutt
- Wayne Bridge
- Karim Bridji
- Hans-Peter Briegel
- Jordie Briels
- Matteo Brighi
- Enrico Brignola
- Joe Brincat
- Miguel Britos
- Philip Brittijn
- Isaác Brizuela

### Brk
- Ivan Brkić
- Željko Brkić

### Brn
- Dražen Brnčić
- Branko Brnović

### Bro
- Cristian Brocchi
- Joey Brock
- Fran Brodić
- Benjamin van den Broek
- Leon Broekhof
- Joost Broerse
- Tomas Brolin
- Giovanni van Bronckhorst
- Wim Bronger
- Lucy Bronze
- Ruud Brood
- Trevor Brooking
- David Brooks
- John Anthony Brooks
- Fernand Brosius
- Roel Brouwers
- Corey Brown
- Michael Brown
- Scott Brown
- Scott Brown
- Tim Brown
- Wes Brown
- Paweł Brożek
- Marcelo Brozović

### Bru
- Kévin Bru
- Arnold Bruggink
- Will Bruin
- Luigi Bruins
- Seppe Brulmans
- Jeffrey Bruma
- Jonatan Braut Brunes
- Martin Brunner
- Bruno
- Bruno Silva
- Thomas Bruns
- Toon Brusselers
- Arne Brustad
- Morten Bruun
- Sébastien Bruzzese

### Bry
- Joe Bryan

### Brz
- Jerzy Brzęczek

## Bu

### Bub
- Igor Bubnjić

### Buc
- Frane Bućan
- Charles Buchwald
- Guido Buchwald

### Bud
- Igor Budan
- Constantin Budescu
- Edson Buddle

### Bue
- Carlos Bueno

### Buf
- Oliver Buff
- Gianluigi Buffon

### Bug
- Igor Bugaiov

### Buh
- Patrick Bühlmann

### Bui
- Danny Buijs
- Jordy Buijs
- Jeffrey Buitenhuis
- Thomas Buitink

### Buk
- Krzysztof Bukalski
- Aleksander Buksa

### Bul
- Nino Bule
- Jurica Buljat
- Marcin Bułka
- Steve Bull
- Dave Bulthuis
- Stijn Bultman
- Dmitri Boelykin

### Bun
- Alex Bunbury
- Andrzej Buncol
- Albert Bunjaku
- Gordan Bunoza
- Charles Bunyan
- Maurice Bunyan

### Buo
- Facundo Buonanotte
- Alessandro Buongiorno

### Bur
- Robert Burbano
- Juan Carlos Burbano
- Marc Burch
- Marco Burch
- Sascha Burchert
- Nicolás Burdisso
- Mick van Buren
- Erich Burgener
- Franz Burgmeier
- Guido Burgstaller
- Delano Burgzorg
- Mitchell Burgzorg
- Ruben Buriani
- Chris Burke
- Graham Burke
- Reece Burke
- Bowedee Burleson
- Bobby Burling
- Patrick Burner
- Lorenzo Burnet
- Hans-Peter Burri
- David Burrows
- Ray Burse
- Igor Burzanović

### Bus
- Matt Busby
- Gianluca Busio
- Søren Busk
- Michael Büskens
- Sergio Busquets
- David Busst
- Carmel Busuttil

### But
- Terry Butcher
- Tomislav Butina
- Jack Butland
- Jack Butler
- Darko Butorović
- Emilio Butragueño
- Hans-Jörg Butt
- John Buttigieg
- Alexander Büttner

### Buu
- Kees van Buuren

### Buy
- Stephen Buyl
- Francisco Buyo
- Bart Buysse
- Daniel Van Buyten
- Adem Büyük

## Bw
- Joe Bwalya

## By
- Ola By Rise
- John Byrne
- Zymer Bytyqi

A · B · C · D · E · F · G · H · I · J · K · L · M · N · O · P · Q · R · S · T · U · V · W · X · Y · Z